# 九站松花江大桥
九站松花江大桥，位于中国吉林省吉林市，是跨越松花江的一座桥梁。1997年5月动工，1999年12月2日通车。大桥连接龙潭区和昌邑区，属于珲乌高速公路的一部分。
大桥全长977米，宽28米，双向4车道。